# Egri vár

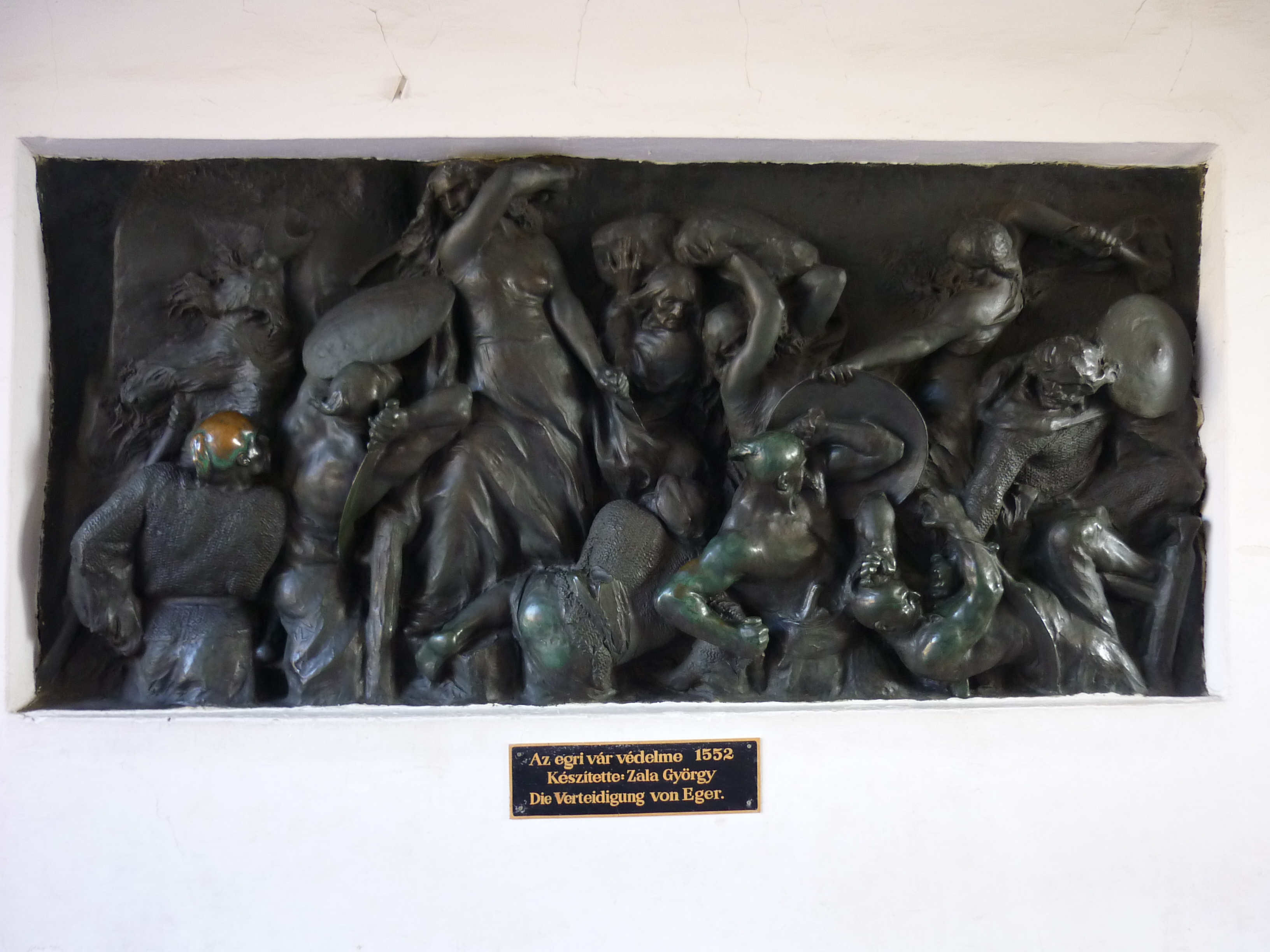
Zala György: Az egri vár védelme 1552

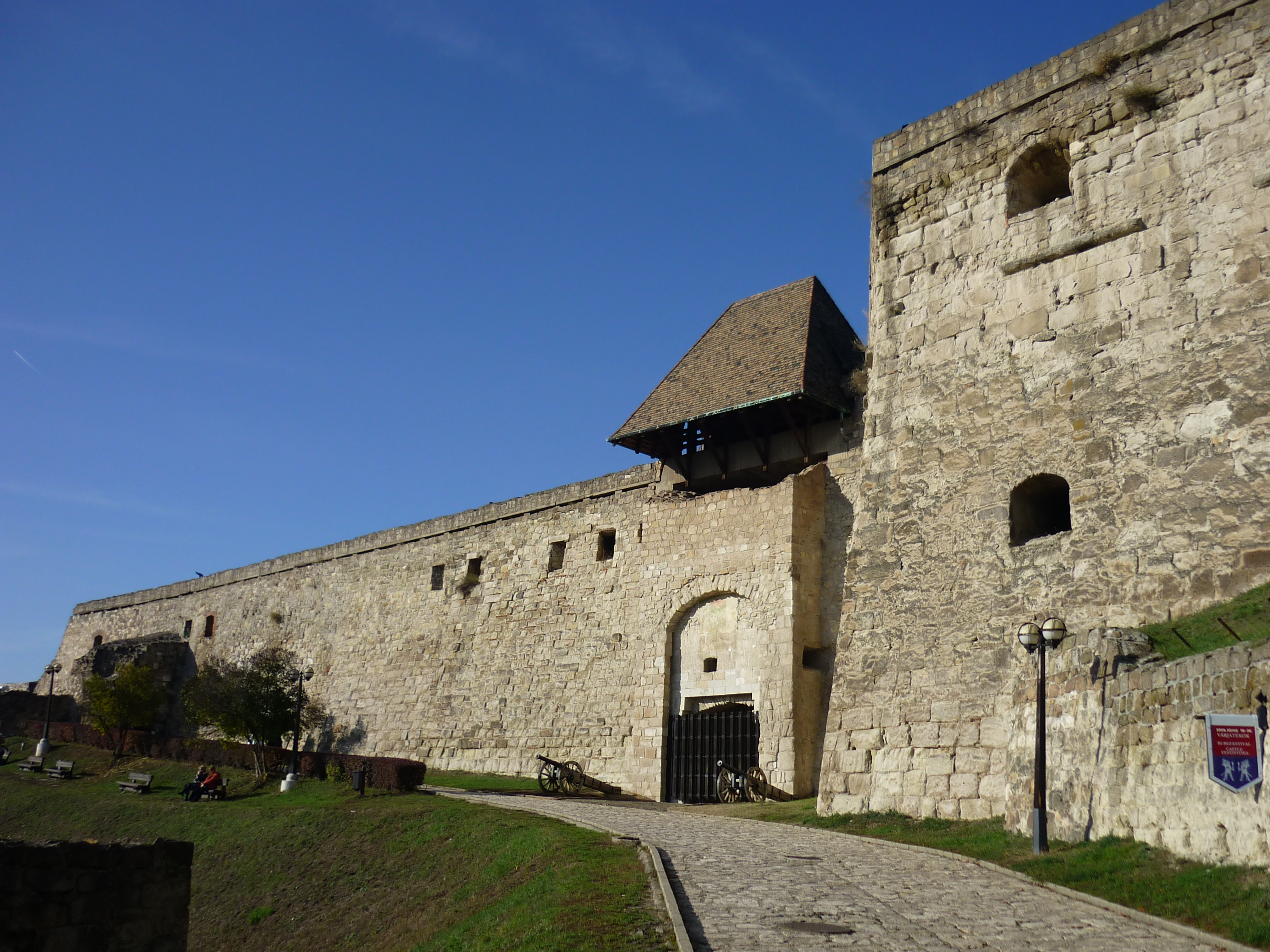
A Gergely-bástya és a Hippolyt-kapu

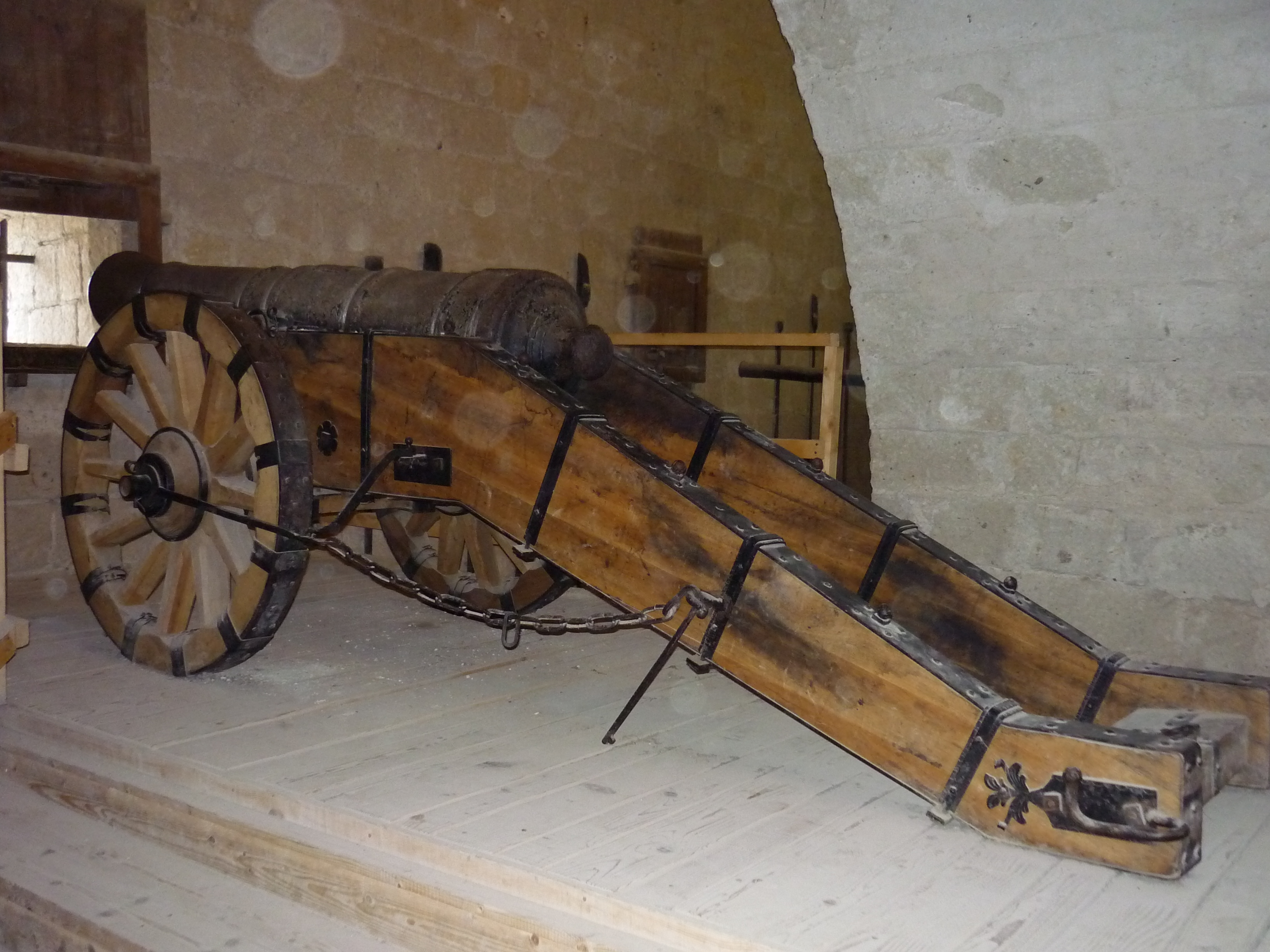
Elöltöltős ágyú a Dobó István Vármúzeum kiállításán

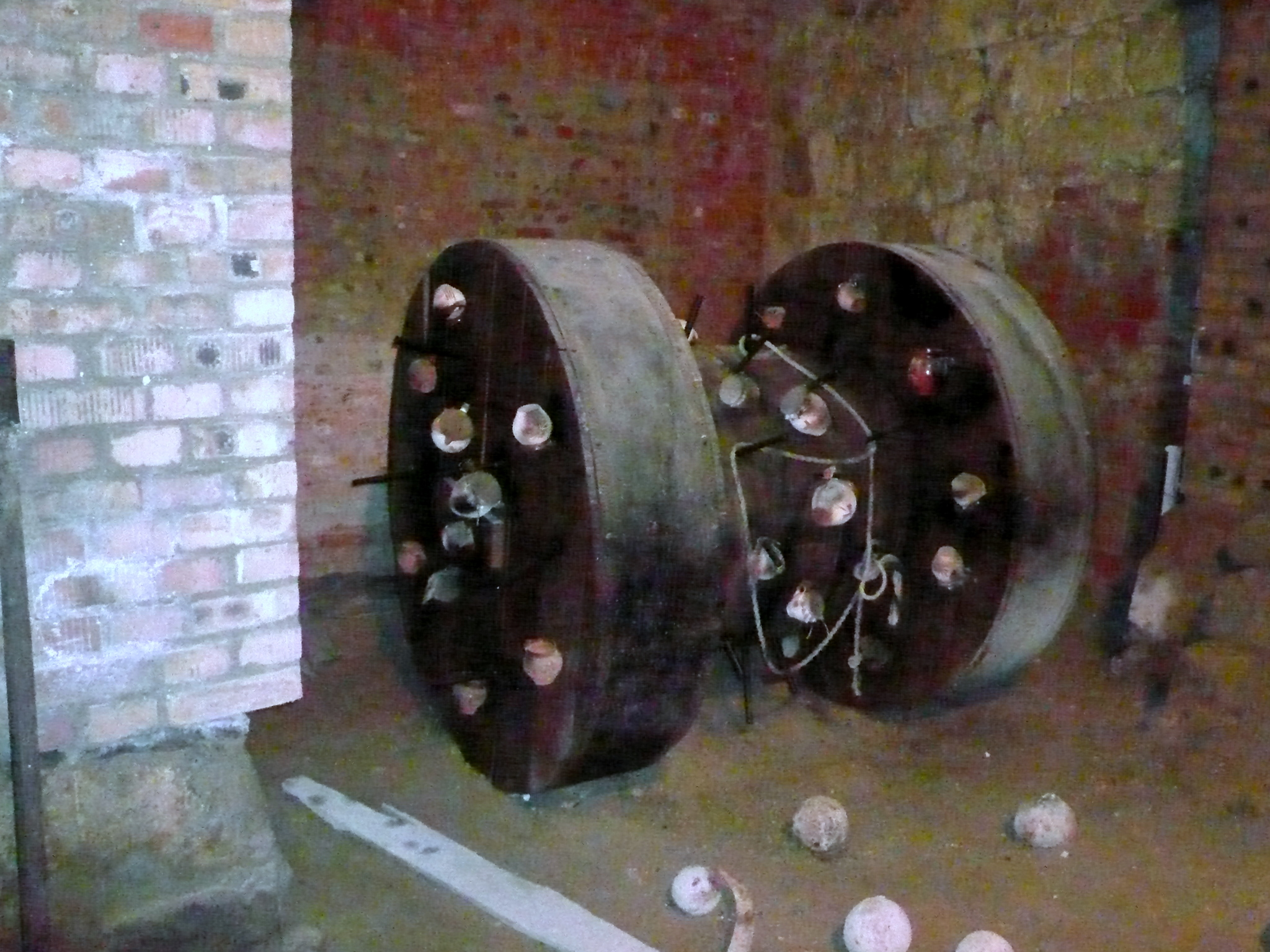
A „Tűzkerék” rekonstruált példánya

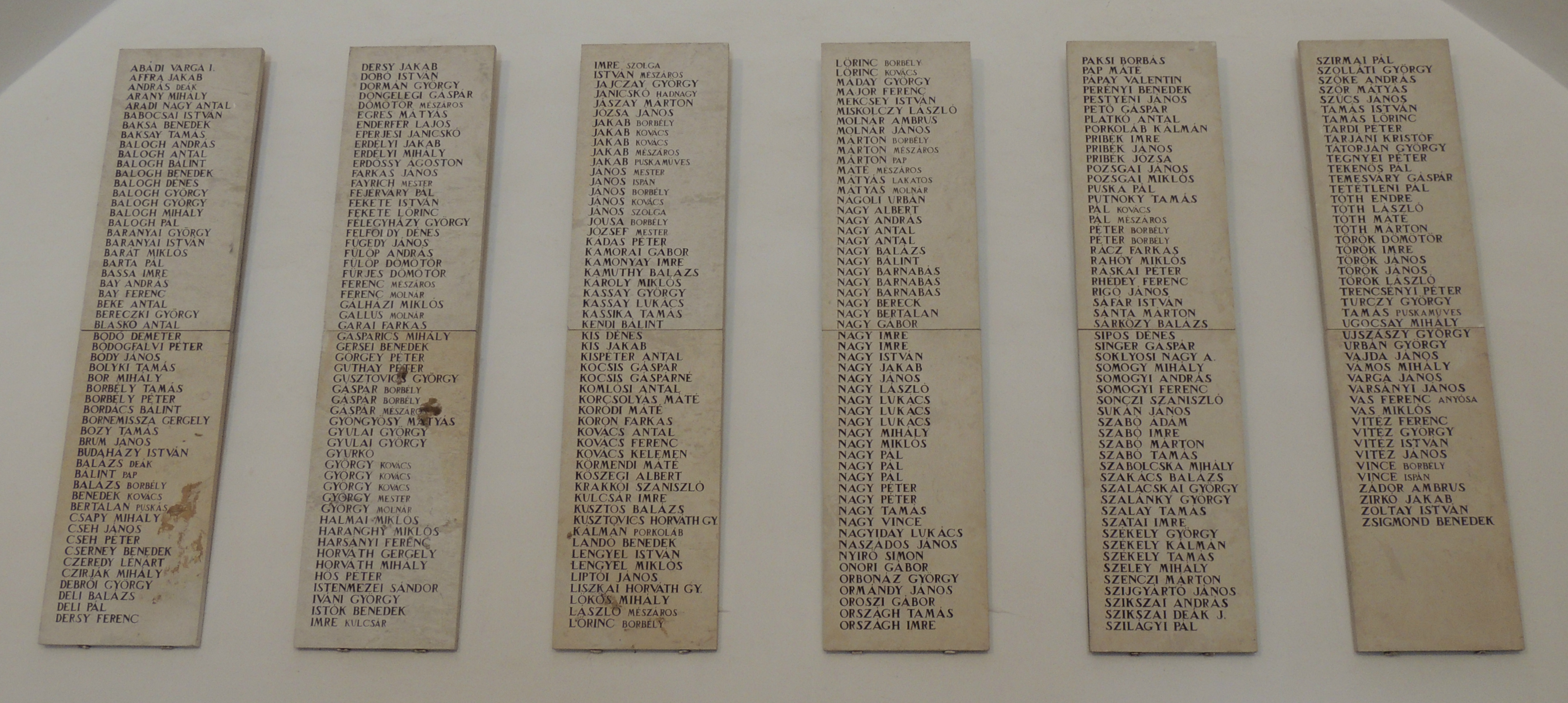
A vár védőinek mostanáig megismert névsora

Az egri vár Eger nagy történelmi múltú vára. A hozzá fűződő leghíresebb történelmi esemény az 1552-es ostrom, amikor a várvédők Dobó István kapitány parancsnoksága alatt visszaverték az Oszmán Birodalom túlerőben lévő hadseregét.

## A vár története
Eger történelmi múltú városát a hasonló nevű patak két oldalán találhatjuk a Bükk-vidék központi részének déli lábainál. Szent István király itt alapította meg az első püspökségek egyikét, az Egri egyházmegyét, melynek területe egészen a Kárpátok gerincéig húzódott. Az 1970-es, majd az 1990-es évek ásatásai tárták fel a 11. századi, román stílusú rotunda maradványait (makettje a vártörténeti kiállításon látható). Falait sárba rakott kőből építették. A templom keleti végét kis, patkó alakú szentély zárta le. A csaknem pontosan a körépítmény közepén talált, kőből épített, kőfejtámaszos sírhelyen feltehetően az első püspökök egyikét temették el. A körtemplom melletti temető sírjaiból előkerült gazdag leletanyagból (zománcberakásos függők stb.) nyugati hittérítők letelepedésére következtetnek. A rotundához nyugat felől egy hosszú építmény csatlakozott: vélhetőleg ez volt az első püspöki palota.
Az Árpád-kor elején az egri püspök menedékvára a felsőtárkányi Várhegy hatalmas erődítménye volt, de ezt a tatárok lerombolták. Az egri Várhegyen a 13. században csak kisebb erősség volt, a magas kőfalakat az országos újjáépítés részeként, az egri püspök parancsára emelték. A Szent János evangélista tiszteletére szentelt, háromhajós, román stílusú székesegyházat föltehetően Szent László király idején, a 11. század végén emelték. A székesegyházról a 14. századi krónikákban a várat is Szent János evangélista várának nevezték.
A kőfalak anyaga az egri borvidék fő talajképző anyagának tekintett riolittufa, ami könnyen faragható, de könnyű, meglehetősen puha és nagyon kevéssé fagyálló. Ezért a nagyobb hidegek utáni olvadások idején egyes falszakaszok rendre leomlottak, a vár rendszeres karbantartást igényelt. A tüzérség megjelenésével a klasszikus lovagvár jellegű (magas, vékony falakkal épített) egri erődítés több szempontból is kritikusan elavult. A fő probléma az volt, hogy a Várhegy melletti, annál magasabb Almagyar dombról át lehetett lőni a falak fölött. Ezért (először a Felvidéket uraló cseh husziták elleni védekezésül) a domb jelentős részét elkerítették.
A hódító Oszmán Birodalommal szemben kialakított végvárrendszer fontos tagjának számító várat a  16. század első felében külső és belső részre osztották, a védműveket Alessandro Vedani tervei alapján korszerűsítették. Eger élére 1548-ban nevezték ki Dobó Istvánt várkapitánynak. Dobó elsődleges feladatának tartotta, hogy a várható török támadás ellen minél jobban megerősítse a végvárat. Ehhez növelte mind a helyőrség, mind a hadieszközök számát. A hadjáratot Kara Ahmed vezír, Szokoli Mehmed ruméliai és Hadim Ali budai beglerbég irányította. Egyesített hadaik 1552 szeptemberében vették ostrom alá az egri végvárat, de a védők visszaverték próbálkozásaikat.
Mire az ostromlók elvonultak a vár alól, a falak többsége súlyosan károsodott. Az évtizedekig tartó újjáépítés közben (Ottavio Baldigara, Bornemissza Gergely és Christoporus Stella tervei alapján) jelentősen korszerűsítették is a védműveket, a helyőrség létszámát hétezer főre emelték. Intézményesítették a várban működő lőpormalom alapanyag-ellátását (az évi 500 tallér értékű salétromot évi adójának fejében Debrecen szállította). Német (osztrák) tüzéreket alkalmaztak (békeidőben 8–10 tűzmestert fejenként 2-3 segéddel). Mindezek dacára 1596-ban a több nemzetiségű helyőrség rövid viadal után III. Mehmed szultán kezére adta a várat.
A hódoltság 91 esztendeje alatt a törökök nemcsak fenntartották, de bővítették is az erődrendszert. A várat a Habsburgok 1687-ben vették vissza, miután kiéheztették a védőket. 1701-ben a császári haditanács felrobbantatta a feleslegessé vált külső vár védőműveit, így a Rákóczi-szabadságharcban csak a belső vár kapott kisebb szerepet.
A régi dicsőség színtere ezután lassan hanyatlásnak indult, köveit szekérszámra hordták el a városba építkezésekhez. A régészeti kutatómunka és helyreállítás csak 1862-ben kezdődött el. A feltárást, illetve helyállítást először
- Ipolyi Arnold, majd
- Pataki Vidor,
- Csemegi József,
- Pálosi Ervin,
- Kozák Károly,
- Sedlmayr János,
- Détshy Mihály

vezette.
Bartakovics Béla érsek és az egri káptalan Benkó Károly építészt és Szmrecsányi Miklóst bízta meg, akik egy másik középkor végi pillérköteget szabadítottak ki, és megtalálták a székesegyház egyik mellékhajójának sekrestyéjét. 1862 nyarán Henlszmann Imre, Gerster Károly és Benkó Károly újabb ásatást vezettek a székesegyházban, az említett sekrestyénél. A feltárás alapján megállapították a templom hármas hajójának fekvését, illetve szélességét és megszerkesztették alaprajzát. A feltárások azonban hamarosan befejeződtek, a feltárt maradványokat pedig visszatemették.
1870-ben Bartakovics érsek a várat a kincstárnak adta honvédségi laktanya céljára és a korábbi ásatások megszakadtak. 1877-ben Balogh János honvéd főhadnagy saját kezdeményezésből kutatta a vár területét, az eredményeit összefoglaló könyv 1881-ben jelent meg Egervár története címmel. Kutatásainak eredménye alapján egy nagyszabású, város alá is behúzódó föld alatti járatrendszer rajzolódott ki. A pincerendszer a Hatvani kaputól a Rác kapuig, közel 4 kilométer hosszan nyúlt el a város alatt. A pince legszebb része az oszlopos terem, ahol 7x7 pinceág sakktáblaszerűen hálózza be a teret.
1906-1908 között az Füzesabony–Putnok-vasútvonal építése során belebontottak a Zárkándy-bástya maradványaiba.
Az 1947-es államosítás után a pincét nem használták, állagában megroggyant, életveszélyessé nyilvánították. Az 1970-es évek végén vasbeton szerkezettel megerősítették, a veszélyes szakaszokat betonnal betömedékelték. De nedvesség ellen nem szigetelték az alagutakat, ezáltal mind a mai napig a betonon átszivárog a talajvíz. Így a tufából kimosott mészkőből csodálatos cseppkőszerű mészképződmények alakultak ki a falakon.
A háborúk, a többszörös átépítések – de különösen előbb a külső vár császári rendeletre történt 1701-es lerombolása, majd az egyházi tulajdonba visszakerült erőd tudatos lebontása a 18-19. század fordulóján – óriási károkat okoztak az egri vár középkori és kora újkori emlékeiben. A rombolás méretére jellemző volt, hogy a vár területe a 19. század közepén már csak egy helyenként falakkal övezett, az elbontott épületek maradványait is elrejtő füves dombként emelkedett a város fölé, belsejében az egyetlen megmaradt épülettel, a jócskán – börtönné és magtárrá – átalakított középkori püspöki palotával. A vár 20. századi feltárásai mégis sok meglepetéssel szolgáltak. A régészeti feltárások 2013-ban újraindultak.
A Szép-bástyát az 1950-es években lezárták, 2014-ben restaurálták, de csak 2016-ban nyitották meg újra a látogatók előtt. Az eredetileg ágyúdombként funkcionáló bástya a 19. század elején lett búcsújáró hely, majd a kommunizmus alatt lezárt terület. Jelenleg ez a vár jelenlegi legmagasabb pontja.
A vár rekonstrukciója 2009-ben kezdődött, a 2014 végén zárult első ütemben készült el a látogatók elől évtizedek óta elzárt Török kert rekonstrukciója, a vársétány, felépült a fegyvertár, befejeződött a közművek cseréje, és elkészült a Szép-bástya rekonstrukciója is. A 2016. május 8-án lezárult második ütemben az aknafolyosó meghosszabbításával a Dobó utca 12. szám alatti épületből is feljárás nyílt a várba. Az aknafolyosó egy része korábban is látogatható volt, ám annak déli vége még a vár 1596-os ostroma során beomlott, így ez a rész 420 év után lesz ismét járható.
Az Egri Vár 2014-től Nemzeti Emlékhely, az 1552-ben a török sereg felett aratott győzelem kultuszhelyeként.
A várat 2016-tól kezdődően a Nemzeti Várprogram keretében felújítják.

### A vár felújítása a Nemzeti Várprogram keretében
Az épület "Az Egri vár és erődrendszer turisztikai célú fejlesztése" című projekt (GINOP-7.1.1-15-2016-00009) keretében 1 500 000 000 forint európai uniós forrásból újul meg, amelyet Magyarország kormánya 460 000 000 forintos hazai támogatással egészített ki. A Projekt összértéke 1 960 000 000 forint.  A műemlék felújítása a NÖF Nemzeti Örökségvédelmi Fejlesztési Nonprofit Kft. vezetésével és két konzorciumi partner bevonásával, Eger Megyei Jogú Város Önkormányzatával és a Dobó István Vármúzeummal együttműködve valósul meg.
A fejlesztés alapkőletételi ünnepségére 2019. április 26-án került sor.
Az egri vár és erődrendszer turisztikai célú fejlesztése:
Az egri vár és erődrendszer turisztikai célú fejlesztése során megújul a déli kapu, illetve a kapuk körüli várfalszakasz. Kialakításra kerül az új déli fogadóépület és pihenőhely. A Varkoch-kapubástya 16. századi állapotának megfelelő teljes rekonstrukciója, a korabeli felvonó szerkezetes tömör fakapu visszaállítása, valamint az emeleten korabeli őrszoba bemutatóterem kialakítása valósul meg.
Az ágyúdomb átépítésével filmvetítéshez szükséges vetítőterem, vizesblokkok és egyéb látogatóforgalmi helységek kerülnek kialakításra.
A projekt keretében megújításra kerül a börtönkiállításnak helyt adó pince.

## Látnivalók
Műemlék. Törzsszáma: 2059 (helyrajzi száma: 5488 – erőd, 5440, 5472, 5481, 5489, 5833/1)

### Erődítések

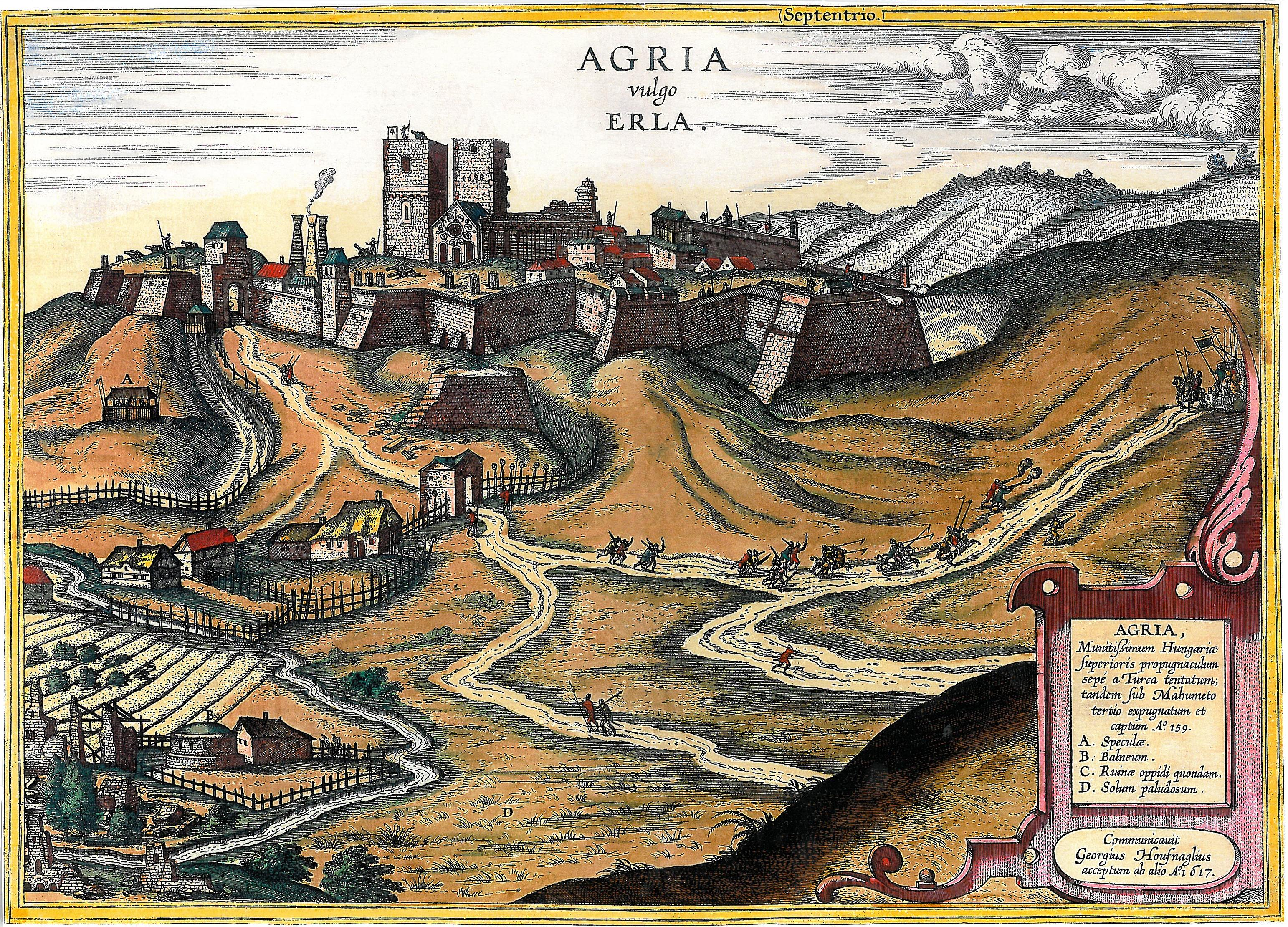
Georg Hoefnagel: Eger vára egy török portya visszaverése közben. A várost 1617-es állapota szerint ábrázolja a kép, bár a tornyon olvasható dátum 1588

A nagy alapterületű, szabálytalan alaprajzú erődítés körítőfalai és bástyái többé-kevésbé csonkán máig fennmaradtak. Főbejárata délkeletre, a Dobó tér felé nyílik, ahonnan a rekonstruált déli külső várfal és a belső várfal között vezet. A belső vár falát a falnak belülről támaszkodó Varkoch-bástyán (Varkocs-bástya; Alessandro Vedani tervei alapján építették 1542-ben) keresztül lépi át.
A Varkoch-bástyától keletre a belső vár déli falát két szinten lőrések törik át. A falszakaszt a Hippolyt-kapu tornya (épült 1498–1520 között) zárja le. A dongával fedett kapualjban ülőfülkéket alakítottak ki Estei Hippolit püspök festett címerével.
Keleten a Gergely-bástya (épült 1553–1555 között, építész: Bornemissza Gergely) udvarát korábbi, 14. századi várfalszakasz osztja két részre. A vár DK-i szegletében  boltozott ágyútermű fülesbástya áll.
A keleti várfalat (kortinafal, épült 1542-ben) Ottavio Baldigara) tervezte. A fal déli szakaszán nyílik a rekonstruált Setét-kapu (a kapualj belső oldalán klasszicista kapuzattal 1830-ból), ahonnan a kétszintes caserna-termekbe juthatunk el (16. század végén épült, ugyancsak Ottavio Baldigara tervei alapján). A keleti várfal északon a Sándor-bástyához csatlakozik (épült 1542–1548 között, építész: Alessandro Vedani), és az ÉK-i Zárkándy-bástyában (füles bástya, 1556) végződik.
Az északi külső várfal és falszoros (1552 előtt, Alessandro Vedani tervei alapján) nyugati végén áll a Tömlöc-bástya (középkori eredetű; a 16. században Alessandro Vedani és Ottavio Baldigara tervei alapján átalakították), ennek északnyugati oldalán pedig a Földbástya (füles bástya, 1570–1576 között, Ottavio Baldigara tervei alapján, Jacopo Falubrese vezetésével).
A 19–20. században restaurált nyugati várfal délen a Dobó-bástyától indult, majd délkeletnek fordul (ezt a falszakaszt és a Dobó-bástyát is 1976-ban rekonstruálták). A falakon belül
- a Varkoch-bástyától nyugatra és
- a DK-i szegletben

egy-egy ágyúdomb emelkedik (17. századi oszmán-török, illetve rekonstruált).
A püspöki palota északi fala a belső vár északi falának támaszkodik (utóbbit a 14–18. században többször erősítették). A várfalon a palotától keletre kapu nyílik (ezt egy korábbi kapu helyén építették 1930 körül). Tovább keletre a belső várfalnak támaszkodó torony áll (ennek alsó része 15. századi, a felső részt 1930 körül rekonstruálták Lux Kálmán tervei alapján).

### Épületek

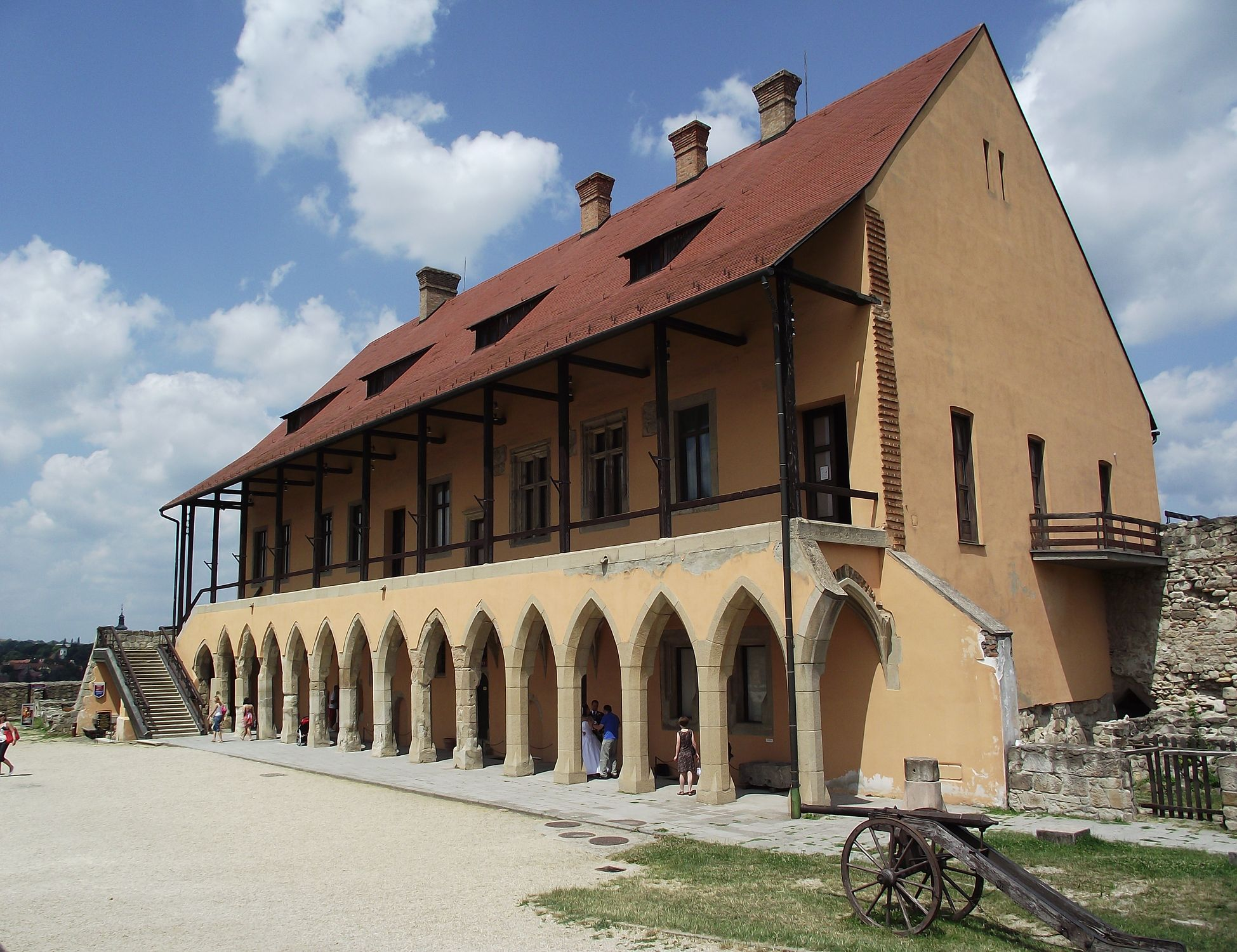
A gótikus püspöki palota 2011-ben

- Az egyemeletes, régi püspöki palota a belső vár északnyugati szakaszán áll (keleti szakasza elpusztult), földszintje: gótikus a 15–16. századból; emelete 18. századi, gótikus és reneszánsz részletekkel. Eredetijét 1470 körül építette Beckensloer János püspök. Keresztboltozattal fedett, árkádos folyosója részben eredeti; a belső falán gótikus ablak- és ajtónyílások láthatók. Az egyik földszinti teremben (Hősök terme) állították ki Dobó István vörös márvány sírkövét, amit egri hősök szimbolikus szobrai vesznek körül. Egy falitáblán a név szerint ismert 1552-es várvédőket sorolják fel. Két korábbi teremben időszakos kiállításokat rendeznek be. Az emeleten az egri vár történetét bemutató kiállítás tekinthető meg.
- A nyugati várfalnak támaszkodott északon a szabolcsi főesperes gótikus stílusú háza, délen pedig egy további épület. A püspöki palotával átellenben kettő, 1870 után épült, egykori kaszárnyaépület áll, közülük a nyugatiban működött az Egri Képtár.
- A keleti várfal középső szakaszához közel állnak az egykori, háromhajós román–gótikus stílusú székesegyház falmaradványai. A legmagasabb pillércsonkra 1835-ben Szent István szobrát állították (Marco Casagrande munkája). A templom déli oldalán kápolnasor és korai rotunda alapfalai, tőle délnyugatra a provizori palota csekély maradványai láthatók.

### Kiállítások
A Dobó István Vármúzeum közös múzeumi belépőjegyével látogatható kiállítások:
- Az egri vár története (püspöki palota, emelet)
- Időszaki kiállítás (püspöki palota, földszint)
- Képtár (jelenleg Bakó Ferenc 100. és Múlt-Kirakó tekinthető meg)
- Börtön
- Hősök terme (püspöki palota, földszint, csak csoportosan, vezetéssel)
- „Lőporfüst – kövek között” – Kazamata kiállítás (Aknafigyelő folyosó csak csoportosan)
- Dobó-bástya (időszakos kiállítások)

Külön belépővel:
- Panoptikum (Gárdonyi Géza Egri csillagok című regényének viaszból készült szereplői élethű nagyságban) (Jegy váltható a kapuban is)

## Szépirodalom és film
- Tinódi Lantos Sebestyén: Eger vár viadaljáról való ének (1553) OSZK, Egri historiának summája (1553) OSZK
- Gárdonyi Géza: Egri csillagok (1901)
- Nemes János: Egri harangok. Zrínyi Kiadó (1999)
- Egri csillagok, film (1968)

## Képgaléria

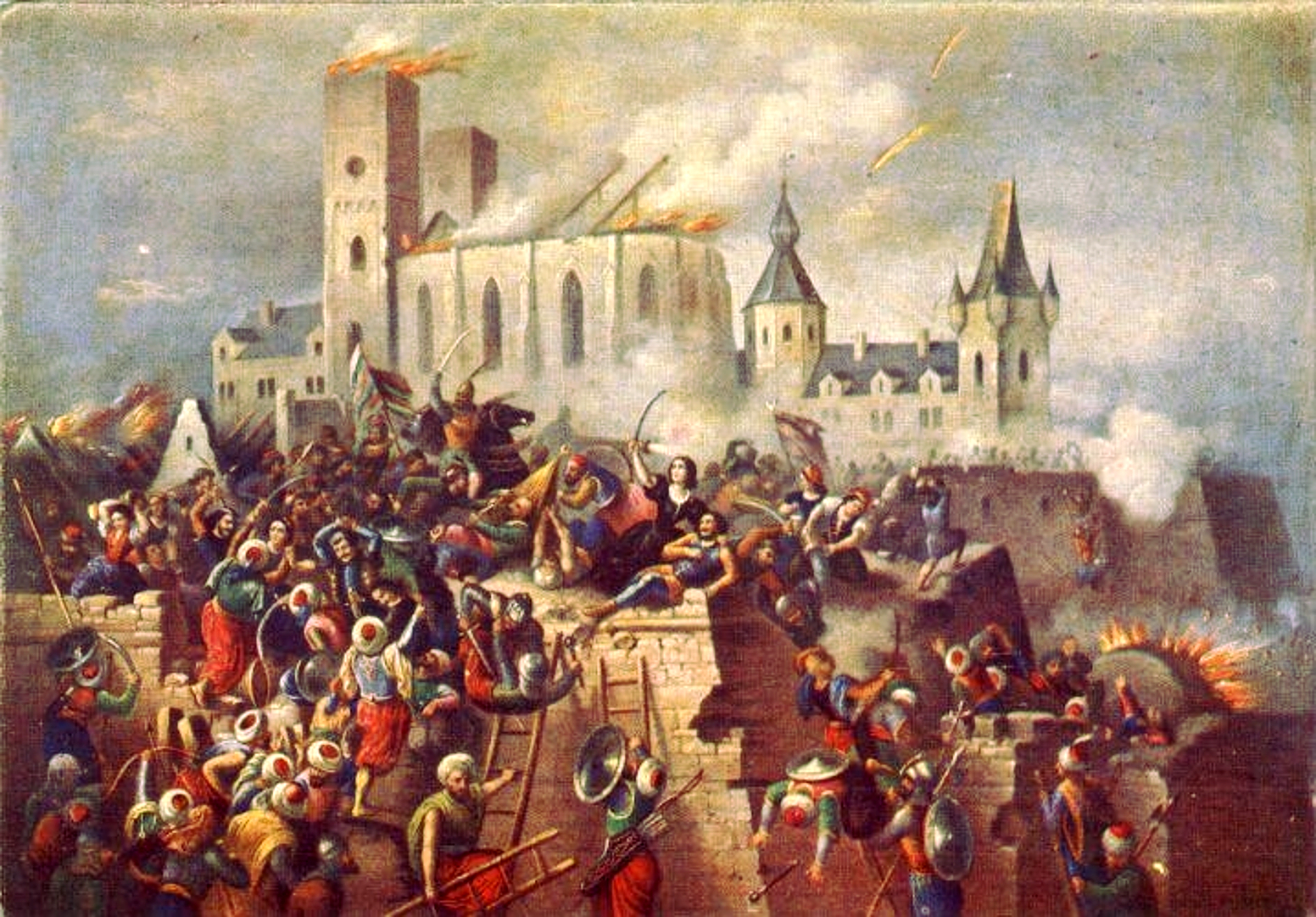
Eger ostroma 1552-ben
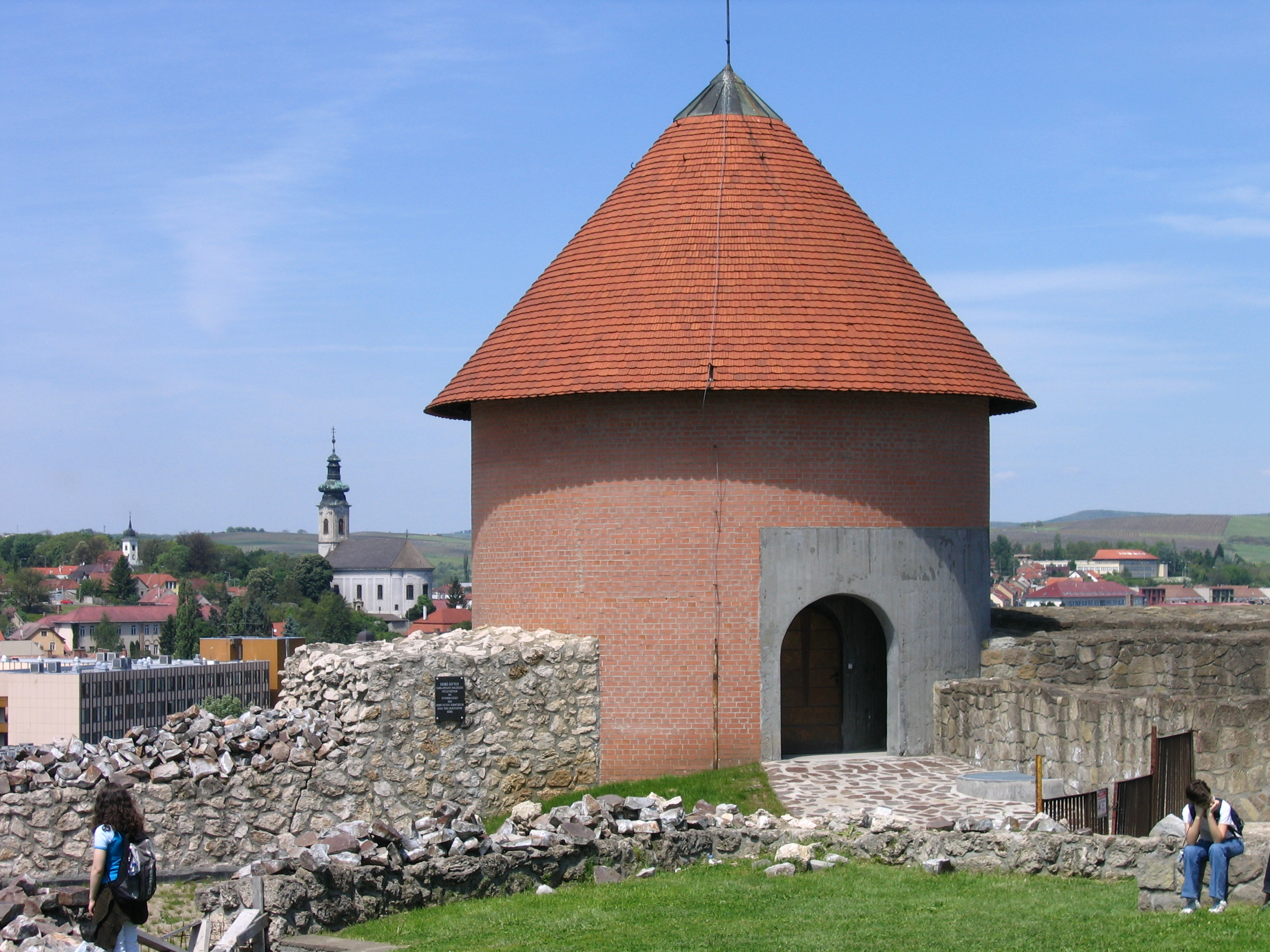
Saroktorony (2005)
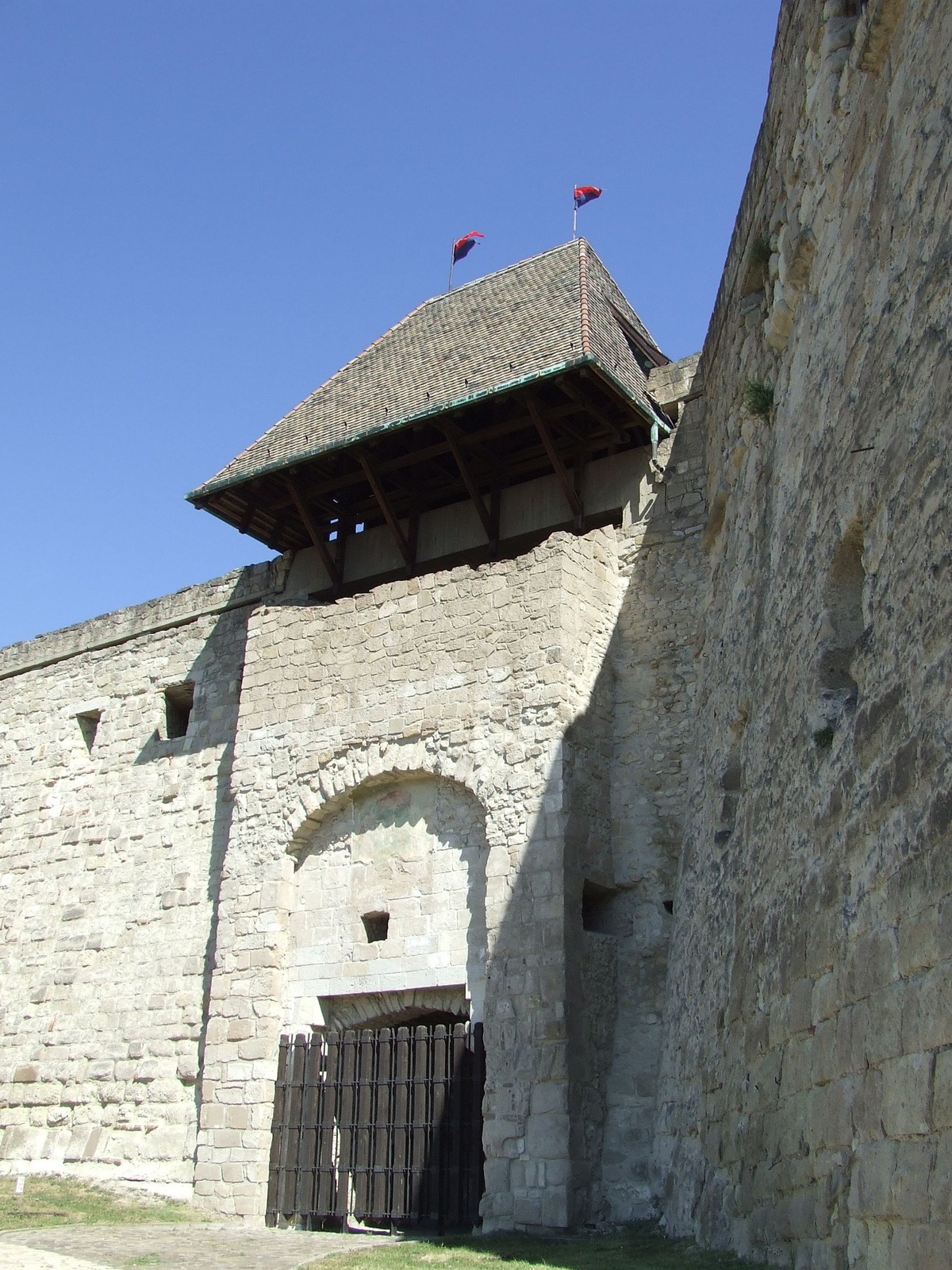
Várrészlet - külső (2007)
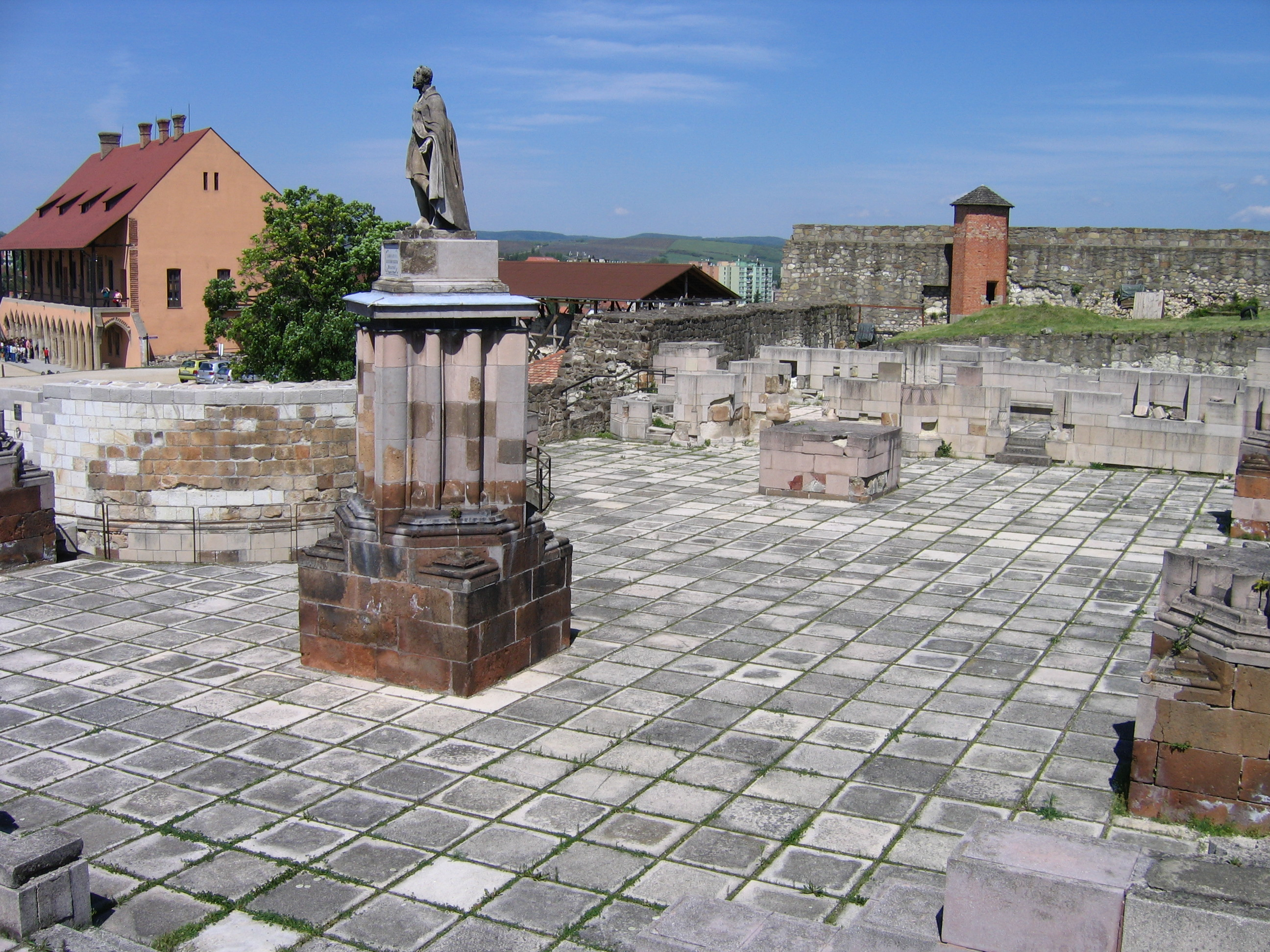
A székesegyház falmaradványai Szent István szobrával (2005)
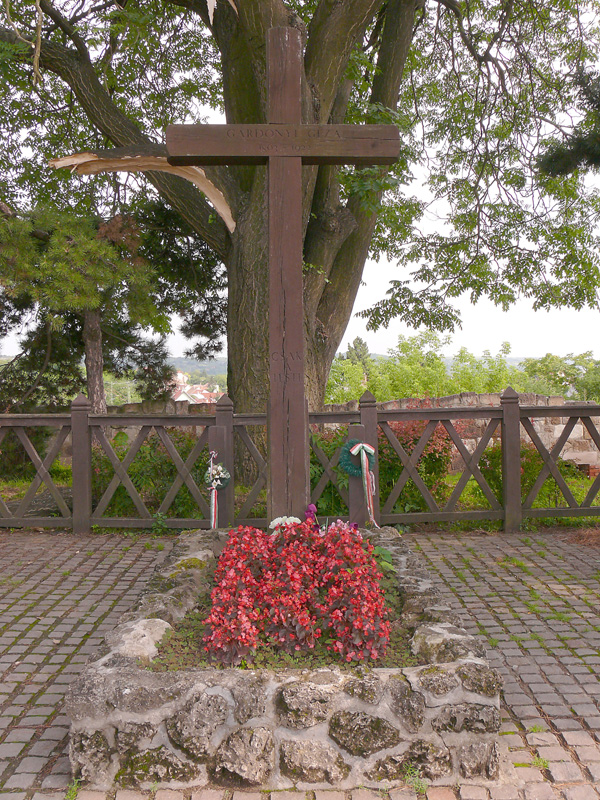
Gárdonyi Géza sírja a várban
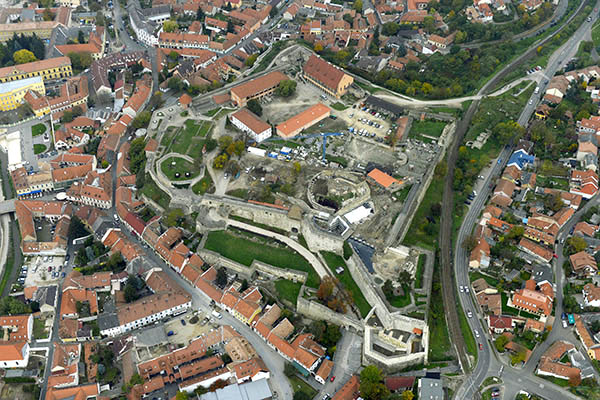
Légi fotó